# Carlos Argentino
Israel Vitensztein Vurm (Buenos Aires, 23 de junio de 1929-Buenos Aires, 20 de junio de 1991), más conocido con el nombre artístico de Carlos Argentino, fue un cantante argentino de pachanga, chachachá y bolero que formó parte de la Sonora Matancera. También fue conocido en el argot musical como «El Rey de la Pachanga».[cita requerida]

## Biografía
Nacido en el barrio porteño de La Paternal. Sus padres, de origen judío, se dedicaban a la confección textil, mostrando desde sus primeros años un espíritu emprendedor. A pesar de pertenecer a una familia acomodada tanto social como económicamente, se desempeñó como vendedor callejero de diarios, revistas y hasta café en los tranvías y en los hípódromos. Haciendo caso omiso a los deseos de su padres sobre su futuro profesional, se lanzó al ruedo del canto bajo el seudónimo de Carlos Torres.[cita requerida]
En 1946 viajó al Brasil con una orquesta desconocida. Los problemas no se hicieron esperar ya que tuvo que pedir que intercediera el embajador de Argentina para regresar a Buenos Aires, ya con intención de dedicarse al estudio de la medicina en la Universidad de Buenos Aires, como era deseo de sus padres. Estando allí, hizo su servicio militar obligatorio y al culminar el mismo volvió al ruedo musical, abandonando definitivamente su carrera profesional, incorporándose a las orquestas de Luis Rolero y la de Raúl Marengo realizando presentaciones en Perú y Chile. Luego viajó a Colombia con la orquesta de Efraín Orozco. En dicho viaje, había un cantante colombiano llamado Carlos Torres, y para diferenciarse se agregó su gentilicio, quedando como Carlos Torres Argentino, y finalmente Carlos Argentino. También viajó en 1952 a La Habana, donde trabajó con las orquestas de Felo Bergaza, Arnoldo Nalli y Julio Cuevas. Estudió canto con el profesor italiano Eduardo Bonessi.[cita requerida]

## Con la Sonora Matancera
En junio de 1954 visitó Bogotá, y en diciembre viajó a Medellín. En febrero de 1955, la Sonora Matancera hizo una gira por Colombia. Se encontraron en el Teatro Colombia de Bogotá.[cita requerida]
Según Carlos Argentino, Rogelio Martínez, director de la Sonora, le preguntó que si provenía de Cuba, y Carlos respondió:
«¡Yo soy argentino!». Martínez le replicó:
«Pues tú eres un argentino con sabor a Cuba, te tienes que montar en el vehículo!».
«¿Qué vehículo? ―le preguntó Carlos―.
«¡El nuestro!» ―le respondió Martínez y le propuso viajar a La Habana, a lo que él accedió. Luego de varios meses de ensayos, el 17 de agosto de 1955 grabaron su primer disco de 78 RPM.
Su primer sencillo lo fue el bolero-tango «Una canción» (de Aníbal Troilo), y en el otro lado la guaracha «Las muchachas caraqueñas» (de Billo Frómeta). Más tarde, grabó otros temas como «Ave María Lola»», «El solterito», «Cuartito 22», «¡Ay, cosita linda!», «Un poquito de cariño», «Tu rica boca», «En el mar», «Boquita golosa», «El novio celoso», «Apambichao», «Lamento náufrago» y «La mamá y la hija», entre otros; además de los boleros: Alma Vendida, No pidas más perdón, El amor no existe, Cruel indiferencia y Cuando tú seas mía.[cita requerida]
Con la Sonora Matancera viajó por toda América Latina, y permaneció en la agrupación hasta noviembre de 1959.[cita requerida]

## Solista
En 1960 abandonó Cuba y viajó a México, tras lo cual, en 1961, regresó a la Argentina, donde fue recibido con júbilo. Volvió a radicarse en su barrio natal de La Paternal en Buenos Aires.
Como destacado turfman, se hizo propietario de varios caballos pura sangre, a los cuales bautizó con nombres de sus temas musicales: «Pachangueando», «La Espumita» y «El Manotón».
Aparte de la hípica, Carlos fue aficionado al fútbol, y era simpatizante del club de su barrio, Argentinos Juniors, y de Boca Juniors, al que dedicó la «Pachanga de Boca», festejando el título que obtuvo el equipo «Xeneize» en 1962, y el disco Somos la mitad más uno, celebrando el campeonato Metropolitano del Boca de Maradona en 1981.[cita requerida]
Dedicó también canciones a otros equipos, por ejemplo al «Equipo de José» (el Racing campeón de 1966-67); el que grabó en ocasión de consagrarse Estudiantes de la Plata campeón del mundo en 1968, con la dirección técnica de Osvaldo Zubeldía; o a Chacarita Juniors (campeón Metropolitano de 1969), entre otros. A lo largo de su vida llegó a residir -además de Cuba- en Colombia, México y Venezuela, donde actuó en 1978 como cantante de la orquesta Los Solistas de Renato Capriles, y participó en sus dos primeros LP, pero siempre regresaba a Argentina.[cita requerida]
En una tarde para el recuerdo, el 1 de julio de 1989, se reencontró con la Sonora Matancera en el Central Park de Nueva York, para celebrar con sus viejos compañeros de grabación los 65 años de la agrupación. En esa ocasión compartió escenario con Celia Cruz, Daniel Santos, Vicentico Valdés, Welfo Gutiérrez, Leo Marini y Nelson Pinedo, entre otras figuras.[cita requerida]
Fue la última vez en que sería visto en presentaciones, ya que el 20 de junio de 1991 falleció de un infarto al miocardio, mientras presenciaba una carrera de caballos en Buenos Aires.[cita requerida]

## Discografía
Álbumes con la Sonora Matancera
- Carlos Argentino Sings / Canta Carlos Argentino (1957)
- Yo canto para ti / I Sing for You (1958)
- El inimitable (1959)
- En el aire (1960)

Solo
- La voz triunfal (1960)
- Localidades agotadas (1962)
- Cocinando pachangas (1963)
- El Rey de la Pachanga (1964)
- Lo nuevo de Carlos Argentino (1971)
- ¡A vivir! (1977)
- Sacúdete y menéate...  (1981)
- Somos la mitad más uno (1981)
- La lechita (1985)
- El Genio y la selección (1986)

Compilados
- Lo mejor de Carlos Argentino (1980)
- Carlos Argentino y sus éxitos con la Sonora Matancera (1991)